# 14 Wall Street
14 Wall Street, appelé aussi Bankers Trust Company Building, est un gratte-ciel de bureaux de 165 mètres de hauteur construit à New York en 1912 pour abriter certains des locaux de la Bankers Trust. La pyramide coiffant l'immeuble devint célèbre et fut un symbole de la Bankers Trust. L'immeuble est de style néoclassique, et s'inspire du Mausolée d'Halicarnasse  et du Campanile de Saint-Marc de Venise.
Les architectes sont l'agence Trowbridge & Livingston et l'agence Shreve, Lamb and Harmon pour l'addition de 25 étages au nord et à l'ouest de l'édifice principal.